# Arnos
Arnos é uma comuna francesa na região administrativa da Nova Aquitânia, no departamento dos Pirenéus Atlânticos. Estende-se por uma área de 5,67 km². Em 2010 a comuna tinha 124 habitantes (densidade: 21,9 hab./km²).